# 管风琴

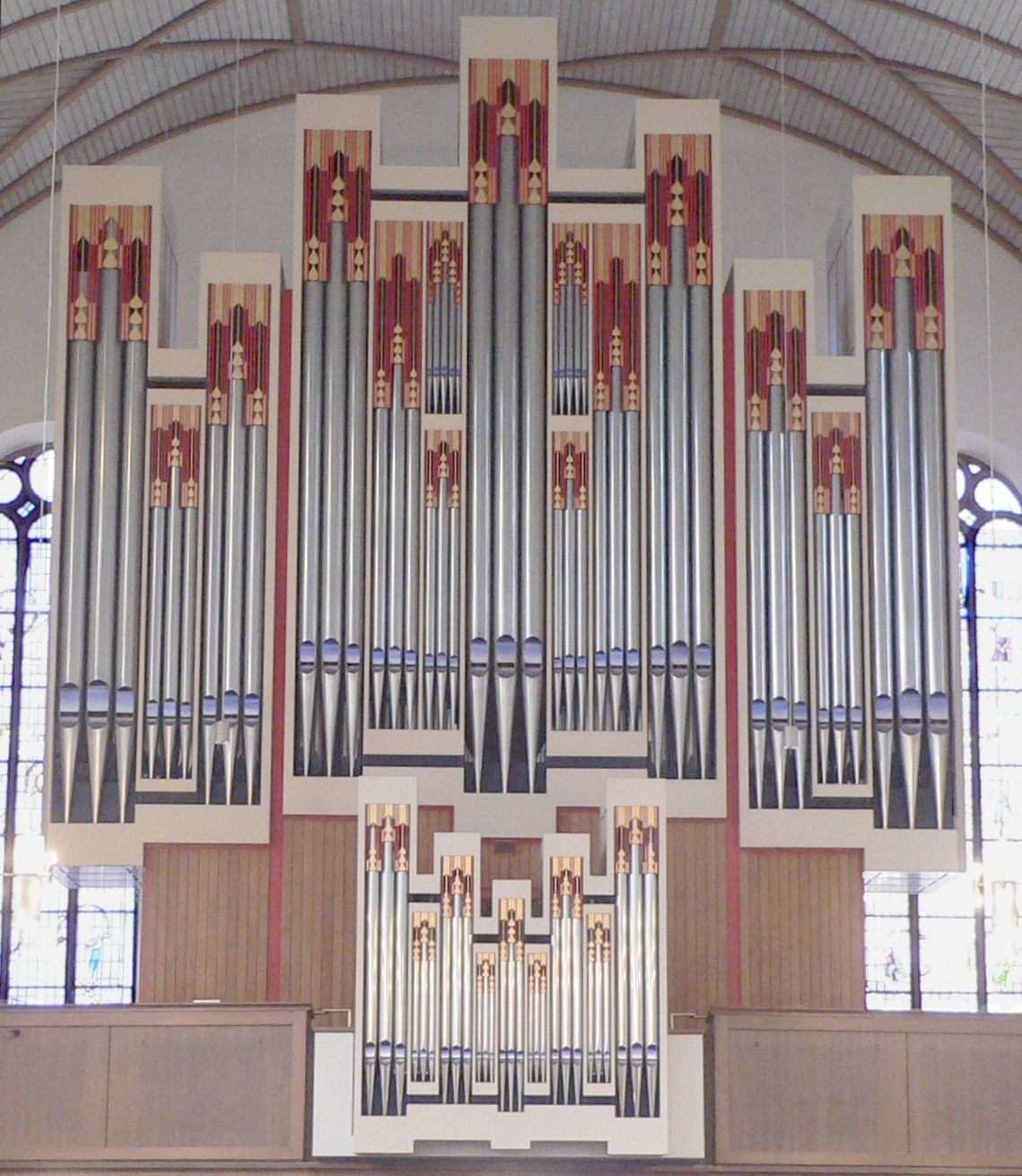
德国法兰克福凱瑟琳教堂裡的管风琴

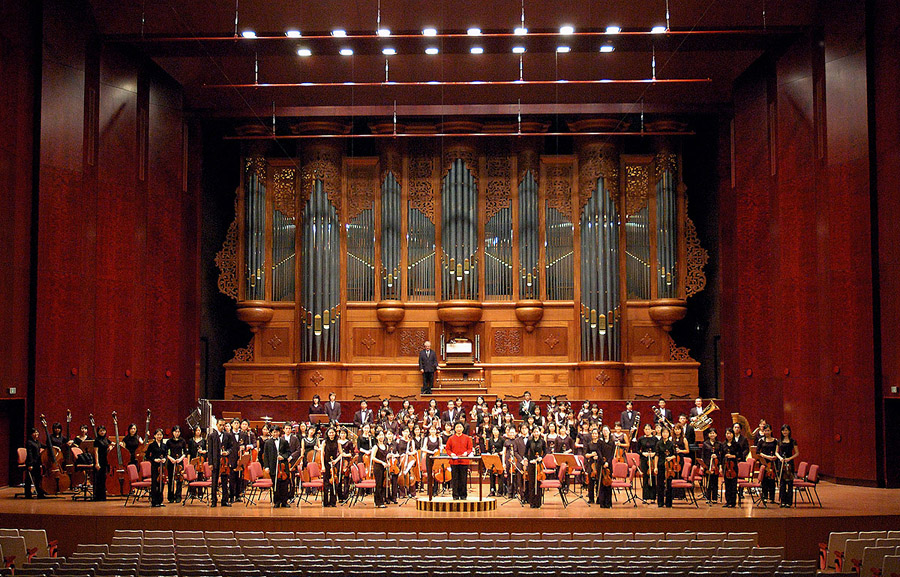
臺灣台北市國家音樂廳後方的管風琴

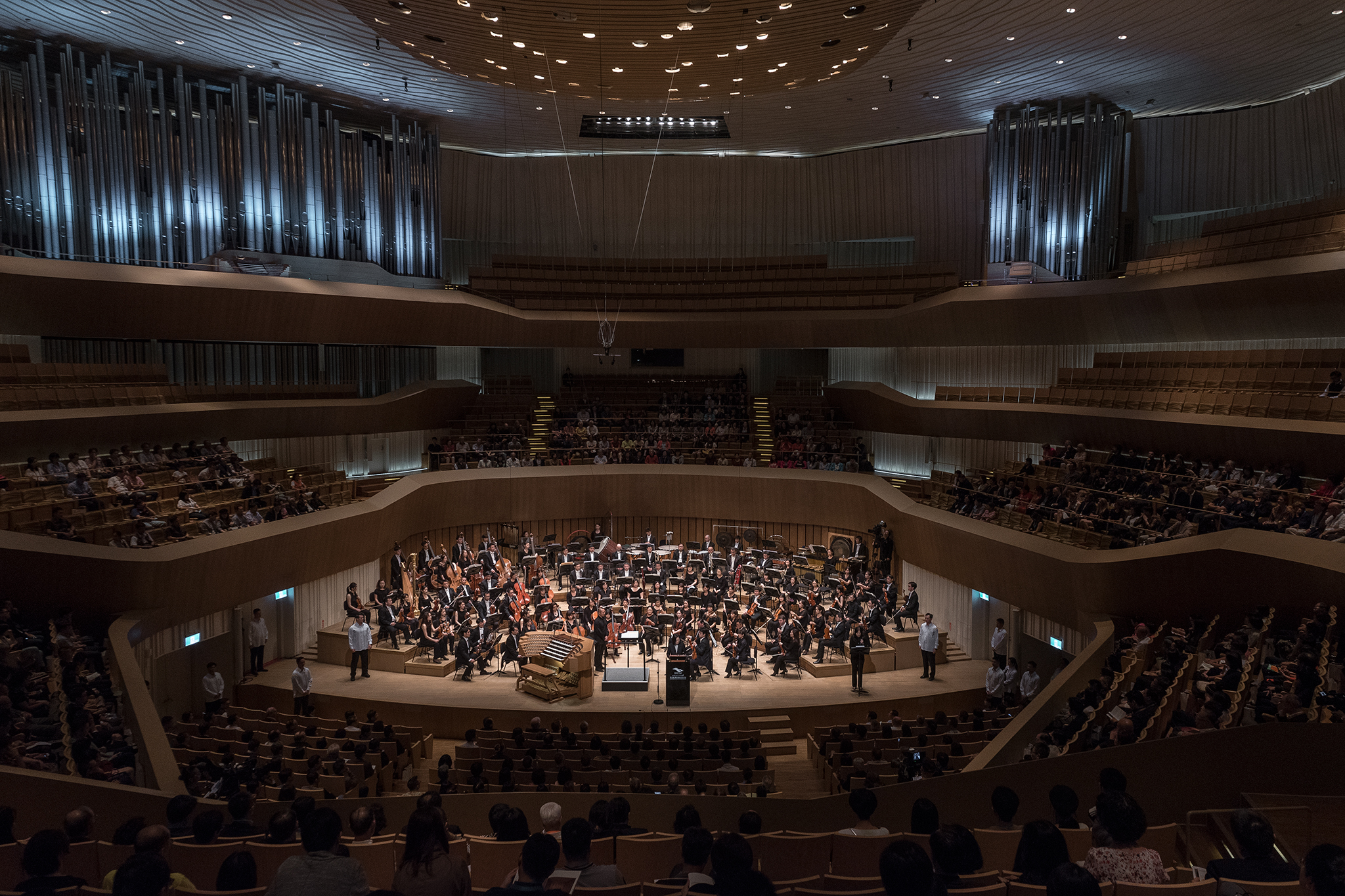
臺灣高雄市衛武營國家藝術文化中心音樂廳裡的管風琴，規模為全亞洲最大

管风琴（英語：Pipe organ）是一种大型气鸣式鍵盤樂器，也是世界上體積最大的樂器，至今已有2,200余年历史。管风琴通過送风设施送風，吹響音管，並配合雙手鍵盤彈奏来运作。管風琴於公元前三世紀由古希臘的非洲亞歷山卓工程師克特西比烏斯所發明。早期演奏管风琴通常需要两個人搭档，一人演奏、一人鼓风，后来管风琴越來越發達，有蒸氣機及電力设备推動鼓风，因而又发展出了更复杂的键盘机械结构。现代常见的管风琴有机械式管风琴、机电式管风琴和电动压气式管风琴三种。一个中型教堂内安装的管风琴，大约有1,200根音管及23个音栓控制音色、两层手键盘和一个脚键盘。因其結構複雜，制造一台管風琴通常需要花費多年的时间完成。装配时，还要根据演奏地点的声学特性来调节音响效果。目前全世界最大的管风琴在美国紐澤西州大西洋城的一个礼堂内，不过其已受到一定程度的损坏。

## 历史
管风琴首先出现于公元前250年前后。在西方宗教中，尤其是基督宗教的彌撒儀式上，扮演著莫大的信仰角色。因为管风琴的结构是直接依附在建筑结构之上，所以一般與教堂或歌剧院同时建造。因此，管风琴没有明确的规格限制。
18世纪之前，管风琴都是为每一个教堂单独设计，并在现场制造组装。到了19世纪，法国工程师卡瓦葉．科爾（Aristide Cavaillé-Coll, 1811-1899）开始试验工厂化生产管风琴。他大幅提升了管风琴的制作工艺，其生产的管风琴品质很好，演奏强音时音量巨大，能够制造出以前的管风琴所无法企及的雷霆般聲音，也能够奏出低声细语般的音色，表達细腻而微妙的情感。现在的巴黎天主圣三教堂、斯特拉斯堡大教堂等20余座教堂中的管风琴都出自卡瓦葉的工厂。
演奏管風琴時，會同時使用高音谱号、低音譜號或中音谱号，脚踏键盘部分用低音谱号。管风琴的音量宏大，音色饱满，尤其适合在庄严的气氛中演奏严肃神圣的宗教音乐，能够在著名的大教堂中担任管风琴师，是音乐家们引以为豪的荣誉。而在中世纪的欧洲，几乎每个小镇的教堂中都拥有或大或小的管风琴。
20世纪新型的管風琴通过演奏前设定好音栓，能模仿各种不同的乐器，如弦乐器，木管乐器，铜管乐器，打击乐器等不同類樂器的音色。

## 發音方法
踩下踏板時，踏板鼓風進入風道，如果不彈奏，則整個風道是密閉的；當手指按下某琴鍵後，該鍵對應的音管的管塞就會打開，氣流通過而吹響音管，則發出一個樂音。靠鼓動风箱内的空氣，通过铜製、锌製或木制音管来发音。
高音部
高音谱号，不移调记谱。
低音部
低音谱号，不移调记谱。
最低音声部
（用于脚踏低音键盘） 低音谱号，不移调记谱。

## 音域
管風琴音域極廣，管長則是決定音高的要素。
下列管長（英呎'）或（英吋"）及音高（hz）：

128' 4hz，64' 8hz，32' 16hz，16' 32hz，8' 64hz，4' 128hz，2' 256hz，1' 512hz，6" 1024hz，3" 2048hz，1 1/2" 4096hz，3/4" 8192hz，3/8" 16384hz，3/16" 32768hz。
人之聽覺範圍約在20hz至20000hz之间。
在人的聽覺範圍以外的音的高低，是依靠感覺的。

## 音栓配置法
每首管风琴或管风琴改编作品，根据不同的演奏者会有不同的音栓配置法。即便作曲家标明了音栓的配置法，因作曲家所使用的管风琴和演奏者所使用的管风琴不尽相同，所以演奏者需要根据大师的指点，和自己的理解与经验来配置音栓。音栓也叫拉栓，是圆形突钮，可推进推出，通过轨杆机操纵滑板，控制音管；滑板上有与该排各音管对应的洞孔。音栓主要有：主要栓、笛音栓、弦音栓、簧音栓、变化音栓、混合音栓、联键音栓等。管风琴音量洪大，气势雄伟，音色优美、庄重，并有多样化对比、能模仿管弦乐器效果，能演奏丰富的和声。
管风琴由音管、音栓、键盘、轨杆机、风箱、琴箱组成。
音管
音管有两种，分别称作哨管和簧管，采用不同的发音方式。
哨管有圆柱形管体，圆锥形管脚，发声原理与管弦乐队中的长笛非常相像，演奏者的肺代替风箱来供给气流。气流通过哨管的根部进入，当气流在哨管的腔内分裂的时候就产生振动而发声。这个声音在通过笛腔或哨管的其余部分时被放大了。多组木制和金属制的音管，其长度（决定音高）和形状（决定音质）各不相同；其尺寸与音高相一致，长的奏低音，短的奏高音。
簧管在圆锥形管体内安装金属簧片发音，除本身音色外还可发出类似铜管、木管独奏的音色。簧管的发声原理是：空气从哨管底部进入，振动却发生于簧舌（通常是黄铜做的）与哨管底部的一个凹槽（即共鸣器）之间。
键盘
管风琴上有一层或多层键盘。这些用手来操作的键盘叫做手键（manual）。大一些的哨管往往要用一种特殊的键盘来操作，即用演奏者的脚来操作，叫做脚键盘或脚踏板（pedal）。现代的管风琴都有这两种键盘，一般手键盘有61个音，从C～c4，5个完整的八度。脚键盘32个音，从c～g1，两个半八度。与其他重要的键盘乐器如小鍵琴、羽管键琴和钢琴不同，它是通过管子而不是琴弦发音。
键盘与储气箱相连接，即通过一种联动装置（action）与哨管相连接的。有若干种不同的联动装置，最古老、也是最耐久的一种联动装置叫做滑片（tracker）。当琴键被按动时，掣子拉动滑片至指定位置，滑片上的小孔正好对准指定的音管。

## 外部連結
- 管风琴音乐（MP3录音） Archive.today的存檔，存档日期2012-12-05
- 虛擬樂器下的管風琴 （页面存档备份，存于）：透過電腦模擬，可於家中連接音響及MIDI鍵盤和觸控螢幕等器材完成類似的操作環境
- 管風琴世界之最 （页面存档备份，存于）
- （英文）Organ Music of the Day （页面存档备份，存于）